# تقنية الكاد كام في طب الأسنان
تقنية الكاد كام (CAD/CAM) هي تقنية في مجال طب الأسنان والتركيبات يستخدم لتصميم التركيبات بمساعدة الكمبيوتر لتحسين تصميمهـا وإنشائها، خاصة الأسنان الصناعية، بما في ذلك التيجان، الجسور الثابتة، قشرة الفينير، ترميمات زرع الأسنان، أطقم الأسنان ( الثابتة أو القابلة للإزالة)، وأجهزة تقويم الأسنان. تعتمد تقنية الكاد كام في طب الأسنان على العمليات الطرحية (مثل التفريز) والعمليات الإضافية (مثل الطباعة ثلاثية الأبعاد) لإنتاج حالات مادية من نماذج ثلاثية الأبعاد. جاءت تقنية الكاد كام مكملة لتقنيات قديمة أبتكرت لتحقيق الراحة والبساطة في صناعة تركيبات الأسنان، ولتزيد من سرعة التصميم، وجعلت هذا النوع من العمليات ممكناً بعد أن كانت غير قابلة للتطبيق.
وتشمل الأهداف الأخرى لاستخدام هذه التقنية تخفيض لتكاليف الوحدة الصناعية وإجراء عمليات ترميم وأدوات يمكن تحمل تكاليفها، مع ذلك، حتى الآن، تقنية الكاد كام غالباً ما تستغرق وقتاً إضافياً من جانب طبيب الأسنان، وغالباً ما تكون الرسوم - على الأقل - أعلى بمرتين من التركيبات التقليدية التي تصنع باستخدام مختبر الاسنان. الكاد كام هو واحد من تقنيات مختبر الأسنان عالية الكفاءة.